# Tertio
Tertio est le 3e album du groupe de rock progressif français Atoll sorti en 1977. Il est considéré comme l'un des albums les plus marquants du rock progressif français.
Son style a été comparé à Yes. Cet album allie technicité et envolées lyriques.

## Titres de l'album
- Paris, c'est fini
- Les dieux même
- Gae Lowe (Le Duel)
- Cerf-volant
- Tunnel part I
- Tunnel part II